# تام (زبان تطبیق الگو)
تام (به انگلیسی: Tom) یک زبان برنامه‌نویسی است که خصوصاً برای برنامه‌نویسی کردن انواع مختلف تحولات بر روی ساختارهای درختی و اسناد مبتنی بر XML مناسب است. تام یک افزونه زبانی برای زبان‌های سی و جاوا است که اولیه‌های تطبیق‌دهی جدید و همچنین پشتیبان از سیستم قوانین بازنویسی را به این زبان‌ها اضافه می‌کند. قوانین می‌توانند با استفاده از یک زبان استراتژی کنترل شوند.
تام برای نوشتن موارد زیر مناسب است:
- برنامه‌نویسی تطبیق الگو
- نوشتن و توسعه‌دادن کامپایلر و DSLها
- تبدیل اسناد XML
- پیاده‌سازی سیستم‌های مبتنی بر قانون
- توصیف تحولات جبری